# Joseph Cao
Anh "Joseph" Quang Cao (Saigon (Zuid-Vietnam) 13 maart 1967) is een Amerikaanse advocaat en politicus voor de Republikeinse Partij. Van 2009 tot 2011 was hij lid van het Huis van Afgevaardigden voor het 2e congresdistrict van Louisiana. Hij is de eerste Vietnamese Amerikaan die is verkozen als lid van het Amerikaans Congres.
- Library of Congress Control Number: no2012141267
- SNAC: w6cd1r9w
- Biographical Directory of the United States Congress: C001079
- Virtual International Authority File: 284904999
- WorldCat: E39PBJy48qVjtQCM946thVQKBP